# Pocholo (telenovela)
Pocholo es una telenovela colombiana producida y transmitida en 2007 por Caracol Televisión. Estuvo protagonizada por Orlando Valenzuela, Claudia Liliana González y Noelle Schonwald, con las participaciones antagónicas de Majida Issa, Fernando Solórzano e Inés Oviedo, y la actuación especial de la primera actriz Chela del Río.

## Sinopsis
Álvaro Larrea o Pocholo es un hombre con una meta trazada: llegar a ser médico, cueste lo que cueste. Pero en el camino se le presentan infinidad de obstáculos: tiene que volver a cursar el último año, soportar las burlas de sus compañeros de clase, la ambición de su esposa Mariluz, entre otras cosas.
Pocholo es un hombre con una familia: una esposa, tres hijos... y tres nuevos hijos, que son La Gata, Tuiter y Chiquito, a los cuales rescató de la miseria en la que vivían en la calle. Para completar el cuadro, se enamora de Pachita, pero incluso también tiene problemas con esto, puesto que ella renuncia a ese amor por creer que por ser inválida no podría llevar una buena relación sentimental.

## Elenco
- Orlando Valenzuela - Álvaro "Pocholo" Larrea Rodríguez
- Inés Oviedo - Mariluz Bustos de Larrea
- Fernando Solórzano - Nicolás Larrea Rodríguez
- Noelle Schonwald - Natalia Pineda de Larrea
- Claudia Liliana González - Francisca "Pachita" García
- Juan Carlos Arango - Diego "Mameluco" García
- Felipe Noguera - Joaquín Pérez
- Fernando Arévalo - Mauricio Acuña
- Johanna Bahamón - Mónica Larrea Bustos
- Mónica Gómez  - Amanda Sánchez
- Laura Perico - Sara Larrea Bustos
- Andrés Mercado - Andrés Larrea Bustos
- Margarita Muñoz - Susana Larrea Pineda
- Elkin Díaz - Elkin de niño
- Majida Issa - Margarita León
- Luz del Sol Neisa - Mariana Acosta
- Andrea Martínez - Carolina Larrea Santana
- Sergio Borrero - Kike Sarmiento
- Andrés Felipe Martinez - Dr. Ernesto Motato
- Luz Estrada - Fidelina
- Luis Fernando Múnera - Vicente Larrea
- Sebastian Devia - Camilo Acosta
- Aura Helena Prada - Catalina
- Chela del Río - Conchita
- Andrés Sánchez - "Chiquito"
- Carlos Zuloaga - Francisco "Franky" Hiller
- Hector Vides - Daniel Pérez
- Carlos Torres - Pablo Pérez
- Angel Guarin - Lucas Sarmiento
- Diego Rico - Sergio Motato
- Jessica Sanjuan - Violeta Parra Restrepo
- Mathias Britos - Marcelo Mitriotti
- Luis Fernando Bohórquez - Pedro Arbeláez
- Juan Alejandro Gaviria - Alfonso Larrea Pineda
- Lionel Martínez - Fabian León
- Federico Rivera - Barreto
- Alejo Correa - Abogado pocholo
- Sergio Ascanio - "Tuiter"
- Vanessa Blandón - Leidy "La Gata"
- Manuel Cabral - Rafael
- Jorge Torres - Enrique "Kike" Sarmiento
- Maria Claudia Torres - Pilar, Mamá de Violeta Parra Restrepo
- Adriana Bottina - Wendy Jiménez (Invitada Especial)
- Sandra Reyes - Guadalupe (Invitada Especial)

## Premios y nominaciones

### Premios India Catalina
| Año  | Categoría                            | Nominado           | Resultado |
| ---- | ------------------------------------ | ------------------ | --------- |
| 2008 | Mejor actor antagónico de telenovela | Fernando Solórzano | Nominado  |

## Versiones
- Kappa Studios hizo para Mega TV de Grecia una versión de esta telenovela llamada Lakis o glykoulis.[1][2]